# Gare de Iași
La gare de Iași  est une gare ferroviaire roumaine située sur le territoire de l'Iași.

## Histoire

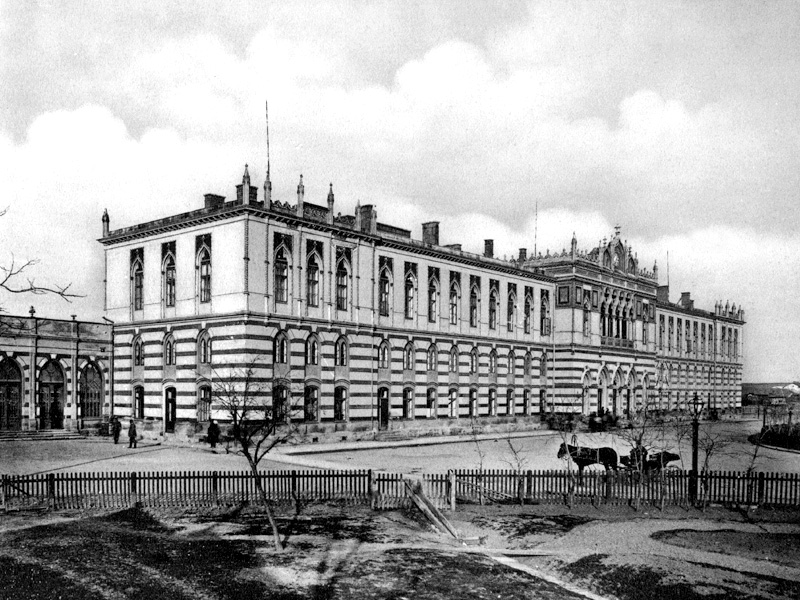
La gare vers 1900.

Gare ouverte en 1870 elle relient alors la ville à Tchernivsti et Bucarest. Construite par Julian Zachariewicz elle s'inspire du palais des doges de Venise. Deus ailes lui furent ajotuées en 1930.

### Desserte

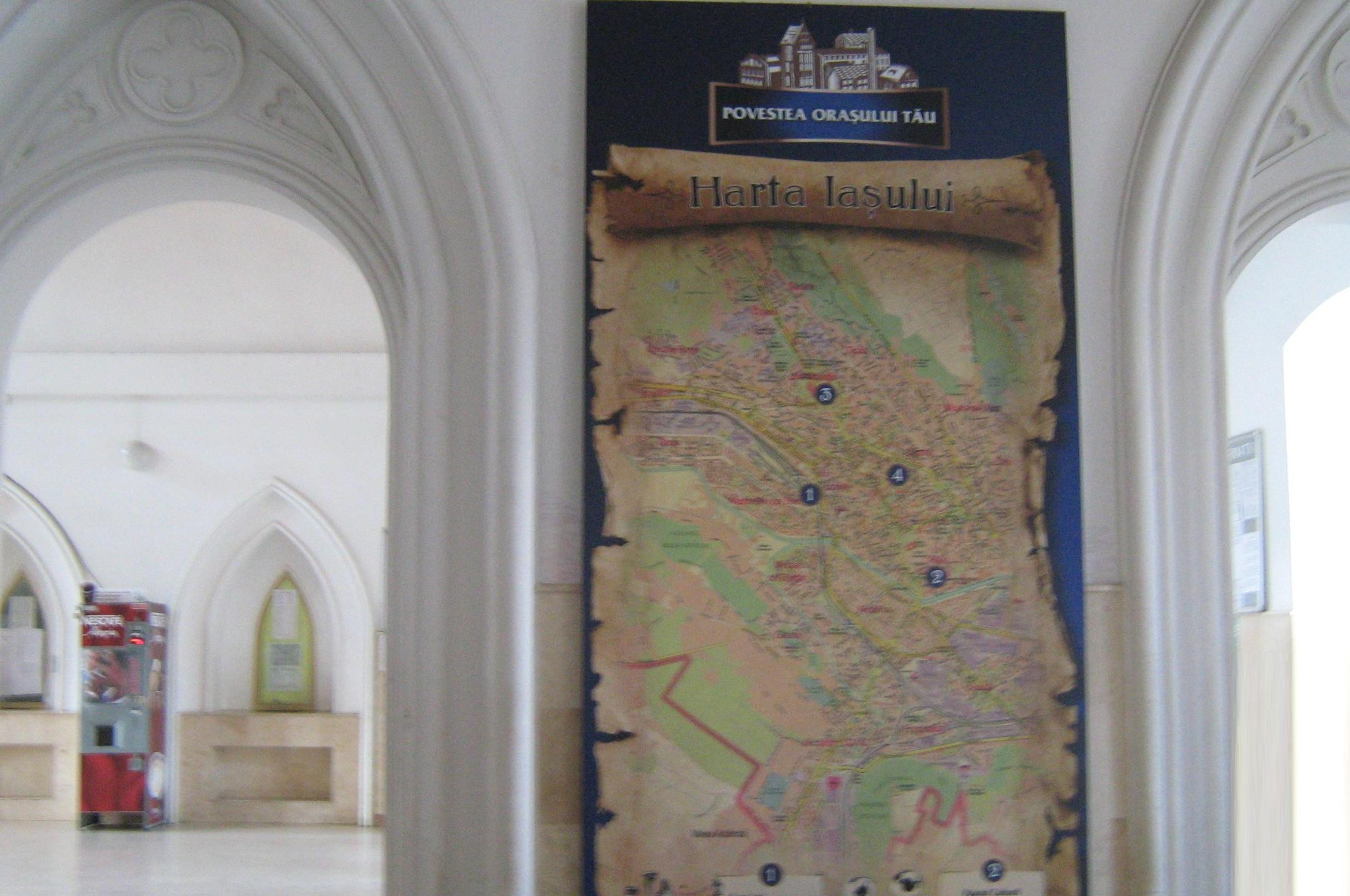
Plaque mémoriale.